# 面影橋 (秋田市)

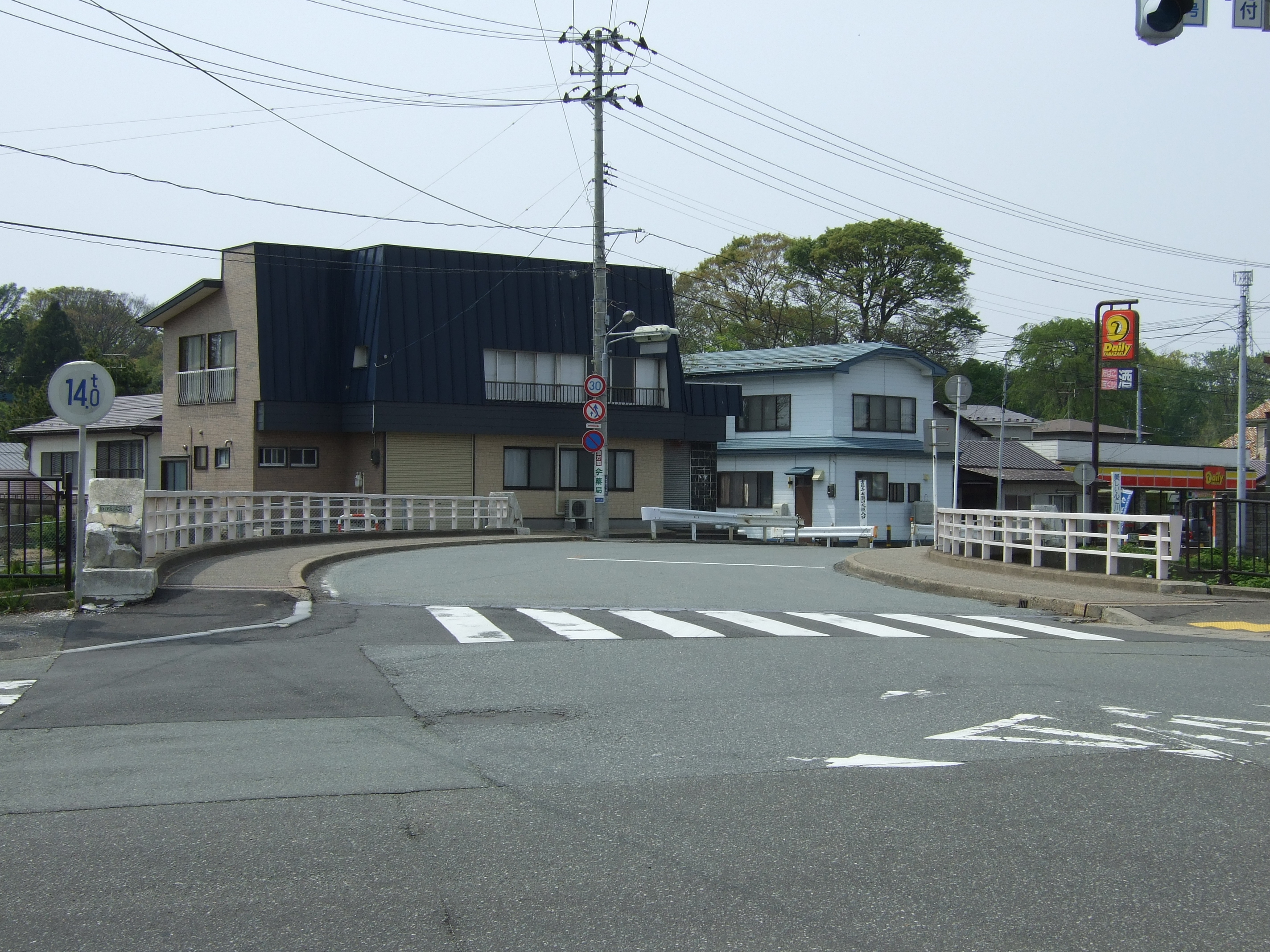
面影橋

面影橋（おもかげばし）は秋田県秋田市を流れる草生津川に架かる橋。左岸は八橋本町五丁目・八橋南一丁目、右岸は八橋本町六丁目。
橋を通っているのは旧羽州街道で、現在は秋田市道となっている。1944年（昭和19年）12月21日に国道5号のバイパス（後の国道7号、現・秋田県道56号秋田天王線）が「新国道」として開通するまではこちらが国道であったため、秋田市民からは「旧国道」と呼ばれている。

## 由来
江戸時代、この近くに久保田藩の草生津刑場があり、罪人は橋のたもとにある茶屋で最後の食事を取り、処刑されたと言い伝えられている。この時、罪人が川に映る自分の面影を今生の見納めとしたことから、「面影橋」という名前がつけられたとされる。
ほかに徳川家光のキリシタン禁止令により、集団処刑をしたという言い伝えも残っている。
この橋に纏わる言い伝えをもととして俳優の佐竹明夫が作った脚本に「面影橋の地蔵」がある。